# Marsilio Ficino
Marsilio Ficino (Figline Valdarno, Florencia, 19 de octubre de 1433 - Villa medicea de Careggi, Florencia, 1 de octubre de 1499) fue un sacerdote católico, filólogo, médico y filósofo renacentista italiano, protegido de Cosme de Médici y de sus sucesores, incluyendo Lorenzo de Médici (llamado "el Magnífico"). Fue el artífice del renacimiento del neoplatonismo y encabezó la famosa Academia platónica florentina.

## Biografía
Nacido en 1433, era hijo de un médico cirujano al servicio de los Médici, de nombre Diotifece. El nombre del hijo, «Ficino», viene probablemente de la abreviación del nombre del padre. Lo usó por primera vez en 1456, cuando tenía 23 años de edad. Entre 1448 y 1451, esto es, entre los 15 y 18 años de edad, estudió Medicina en la Universidad de Pisa-Florencia, pues su padre quería que tuviera su misma profesión. Sin embargo, aunque Marsilio publicó algunas obras médicas (como De triplice vita libri tres y Epidemiarum antidotus), no siguió esa carrera. Se interesó por la filosofía neoplatónica gracias a la influencia de personajes como Jorge Gemisto Pletón y Basilio Bessarión. En 1459 funda la Academia platónica florentina con el entonces señor de Florencia Cosme de Médici (1434-1464) y se dedicó con intensidad a aprender el griego.
En 1473 fue ordenado sacerdote. Recibió luego dos comunidades a modo de prebendas por parte de Lorenzo de Médici, señor de Florencia entre 1469 y 1492, y luego fue nombrado canónigo de la catedral de Florencia.
Tradujo del griego al latín los diálogos de Platón (1484), Plotino (1492), el Corpus hermeticum (1471) y algunos tratados y cartas escritos por un monje desconocido del siglo V, el Pseudo Dionisio Areopagita. Escribió –aparte de un enorme epistolario– un famoso Comentario al Banquete de Platón y la Teología Platónica. Aspiraba a una fusión de platonismo y hermetismo con el cristianismo, y en el De Vita llegó a tener problemas con la Inquisición por sus afirmaciones que podían entenderse como un retorno al paganismo y como favoreciendo la determinación astrológica (cosa que nunca hizo, en realidad, ya que su empleo de la astrología era solo para "armonizar" la vida con los cielos).
Mentor y amigo de Pico della Mirandola, modificó definitivamente el enfoque sobre la melancolía, haciéndola característica del genio literato y creador, ejerciendo así una enorme influencia. Su filosofía contribuyó al surgimiento de creaciones artísticas como La Primavera y El Nacimiento de Venus, de Botticelli, y su influjo se extendió por todo el Renacimiento llegando a afectar a personalidades tan diversas como Durero, Agrippa von Nettesheim, Paracelso, Milton y Pico della Mirandola.
En los tiempos difíciles de los Médici se unió más a ellos e incluso apoyó a Savonarola aunque se mantuvo al margen de los problemas que le llevaron a la muerte. Los últimos años de su vida los dedicó a escribir un comentario de las Epístolas paulinas, aunque no alcanzó a concluirlo.

## Pensamiento

### Filosofía

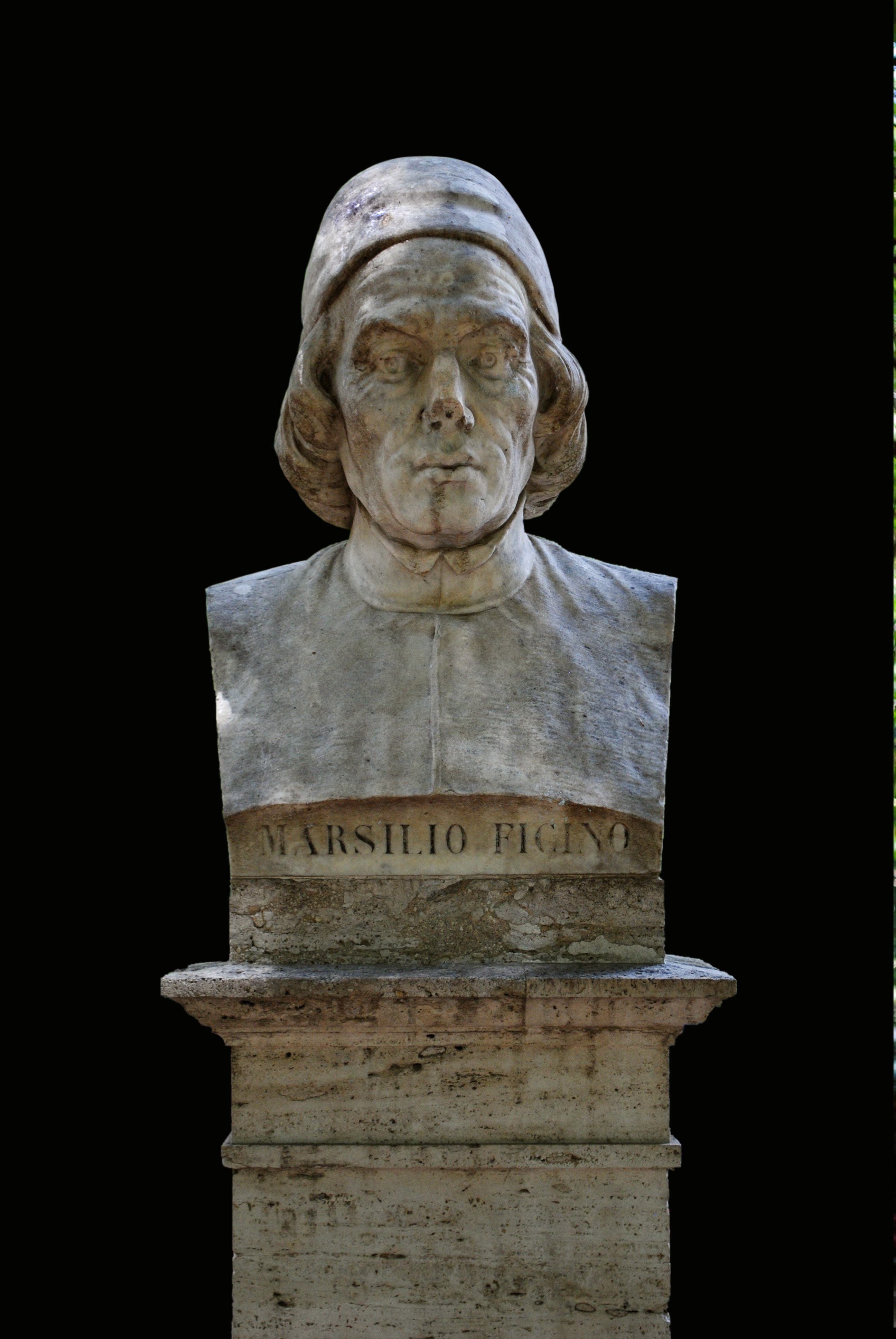
Busto de Marsilio Ficino.

En el centro del pensamiento filosófico de Ficino se encuentra la metafísica de Plotino. Asumió la teoría de las emanaciones divinas, propia del neoplatonismo. Aunque mantiene abierta la posibilidad del hombre de conocer a Dios afirma que esto solo se logra a través de una purificación interior típica de la moral estoica. Así, hasta Cristo pasa a ser una idea de la virtud:

¿Qué otra cosa fue Cristo sino una especie de manual de ética, o sea de filosofía divina, viviendo como enviado del Cielo siendo él mismo una Idea divina de las virtudes, manifiesta a los ojos de los hombres?
De Christiana religione, cap. 4

Otro elemento que destaca Ficino, es que el Verbo o Logos divino es el complemento de un proceso iniciado en la Edad Antigua, desde Hermes Trismegisto, Orfeo, Pitágoras, Platón; según esta serie histórica, habla de la pia philosophia que se identifica con la docta religio, compleja y misteriosa que no puede ser divulgada a todos.

### Teología
En el campo teológico las teorías de Ficinio tuvieron una gran influencia en el siglo XV: desde el punto de vista religioso se puede decir que su pensamiento puede ser interpretado como un signo de tolerancia religiosa, un fuerte misticismo sin menoscabar el ideal humanista del hombre como el centro de universo y la concepción del arte como expresión de la idea hacia lo absoluto.
Quizás el aspecto más importante de su pensamiento sea la teoría del amor platónico en el que se diferencia el amor sensual del amor espiritual como participación de Eros, que reúne todo el universo y mueve todas las criaturas hacia Dios.

## Obras

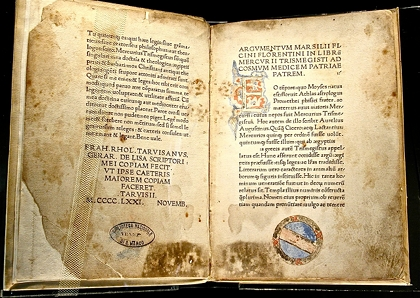
Marsilio Ficino, Corpus hermeticum, primera edición de 1471. Bibliotheca Philosophica Hermetica, Ámsterdam.

Además de las traducciones mencionadas y de sus obras de medicina, se pueden contar las siguientes de filosofía y teología:
- Institutiones ad Platonicam disciplinam (1456)..
- De virtutibus moralibus (1457).
- De quattuor sectis philosophorum (1457).
- De voluptate (1457-58).
- De Christiana religione et fidei pietate (1474).
- Theologia platonica de immortalitate animorum (1474).
- Liber de Sole (edición de Enrique Petrina, Basilea 1576, según Tomas Kuhn).
- In Epistolas Pauli commentaria (1491).[1]
- De Amore. Commentarium in Convivium Platonis (según el manuscrito usado para la edición castellana de Tecnos -traducido por De la Villa Ardura, Rocio- 1594).
- De vita libri tres que contiene: De vita sana, De vita longa y De vita coelitus comparanda (1489)